# 灭火沟线路所
灭火沟线路所是位于陕西省汉中市宁强县灭火沟的一个铁路线路所，邮政编码724408。有宝成铁路、阳安铁路疏解线经过该站，不办理货运业务，客运仅办理6063/4次列车通勤业务。车站及其上下行区间均已电气化。车站距离宝鸡站265公里，隶属中国铁路西安局集团。
宝成铁路阳平关站与阳安铁路接轨。阳安铁路增建了二线。阳平关以南至成都为复线，以北至宝鸡为单线。为此，在阳平关以北宝成线K261+540处设立灭火沟线路所，由灭火沟线路所下行端引出一条疏解线，在K262+400跨嘉陵江穿魏家梁隧道后，上跨阳安铁路上行正线，再穿寺垭河隧道，衔接阳平关东站下行正线进站端。疏解线长7.67km。这样，宝成铁路北段的下行车流不会与阳安铁路上行车流发生平面交叉。